# Escut de Montgai
L'escut oficial de Montgai té el següent blasonament:
Escut caironat: de sinople, un mont de sable movent de la punta somat d'un gall d'or. Per timbre, una corona mural de poble.

## Història
Va ser aprovat el 12 de juliol del 2006 i publicat al DOGC el 10 d'agost del mateix any.
Tant el mont com el gall són senyals tradicionals de les armes parlants de Montgai, que fan referència al nom del poble.